# Kaloudis Lemonis
Kaloudis Lemonis (Grieks: Καλούδης Λεμονής) (Nea Potidea, Chalcidice, 11 november 1995) is een Grieks voetballer die als middenvelder voor OF Ierapetra speelt.

## Carrière
Kaloudis Lemonis speelde in de jeugd van Aris FC, waar hij in 2013 aansloot bij het eerste elftal. In het eerste seizoen, waarin Aris uitkwam in de Super League, kwam hij niet in actie. Na dit seizoen werd Aris vanwege financiële problemen teruggezet naar het derde niveau van Griekenland. In 2015 vertrok Lemonis bij Aris en ging bij APE Lagada spelen. Na twee seizoenen vertrok hij naar AO Chania Kissamikos, waarmee hij een seizoen uitkwam op het tweede niveau van Griekenland. In 2018 vertrok hij naar Telstar, waar hij een contract tekende voor een seizoen met een optie voor een extra seizoen. Lemonis kwam echter niet aan spelen toe, en na een half jaar vertrok hij naar Doxa Drama. Hier speelde hij ook een half jaar. Na een seizoen bij PO Triglia speelt hij sinds 2020 bij OF Ierapetra.

### Statistieken
| Seizoen                       | Club                 | Land           | Competitie      | Competitie | Competitie | Beker | Beker | Totaal | Totaal |
| Seizoen                       | Club                 | Land           | Competitie      | Wed.       | Dlp.       | Wed.  | Dlp.  | Wed.   | Dlp.   |
| ----------------------------- | -------------------- | -------------- | --------------- | ---------- | ---------- | ----- | ----- | ------ | ------ |
| 2013/14                       | Aris FC              | Griekenland    | Super League    | 0          | 0          | 0     | 0     | 0      | 0      |
| 2017/18                       | AO Chania Kissamikos | Griekenland    | Football League | 27         | 3          | 1     | 0     | 28     | 3      |
| 2018/19                       | Telstar              | Nederland      | Eerste divisie  | 0          | 0          | 0     | 0     | 0      | 0      |
| 2018/19                       | Doxa Drama           | Griekenland    | Football League | 13         | 1          | 0     | 0     | 13     | 1      |
| 2019/20                       | PO Triglia           | Griekenland    | Football League | 21         | 1          | 1     | 0     | 22     | 1      |
| 2020/21                       | OF Ierapetra         | Griekenland    | Super League 2  | 0          | 0          | 0     | 0     | 0      | 0      |
| Carrièretotaal                | Carrièretotaal       | Carrièretotaal | Carrièretotaal  | 61         | 5          | 2     | 0     | 63     | 5      |
| Bijgewerkt op 16 januari 2021 |                      |                |                 |            |            |       |       |        |        |